# Зум, Мартин
Мартин А. Зум (нем. Martin A. Suhm; род. 1962, Генгенбах) — немецкий химик, спектроскопист; закончил Технологический институт Карлсруэ в 1985 году, защитил кандидатскую диссертацию в Швейцарской высшей технической школе Цюриха в 1990; стал доктором наук в 1995 и полным профессором физической химии в Гёттингенском университете в 1997. В 2012 году, за исследования биологических межмолекулярных взаимодействий на простейших системах, он был избран членом «Леопольдины»; являлся директором Института физической химии Гёттингенского университета в 2015—2016 годах.

## Работы
- Horizons in hydrogen bond research 2009. A collection of papers from the XVIIIth International Conference «Horizons in hydrogen bond research», Paris, France, 14-18 September, 2009 / eds. Austin J. Barnes, Marie-Claire Bellissent-Funel, Martin A. Suhm. — Amsterdam, 2010.